# Cambridge (village, New York)
Pour les articles homonymes, voir Cambridge (homonymie).
Ne doit pas être confondu avec Cambridge (New York).
Cambridge est un village du comté de Washington, dans l'État de New York, aux États-Unis,. En 2010, il compte une population de 1 870 habitants.

## Démographie
Lors du recensement de 2010, le village comptait une population de 1 870 habitants, tandis qu'en 2019, elle est estimée à 1 810 habitants.